# Зилова къща
Зиловата къща (на гръцки: Αρχοντικό Ζήλα) е възрожденска къща в град Костур, Гърция.
Къщата е разположена в южната традиционна махала Долца (Долцо) на улица „Архипелагос“ № 4. В архитектурно отношение е двуетажна и принадлeжи към типа квадратни сгради с вписан кръст. Сградата е изцяло реставрирана от собствениците.